# Carolina di Baden
Carolina di Baden, nome completo in tedesco Friederike Karoline Wilhelmine Prinzessin von Baden (Karlsruhe, 13 luglio 1776 – Monaco di Baviera, 13 novembre 1841), nata principessa di Baden, fu  regina consorte di Baviera, come seconda moglie di Massimiliano I di Baviera (1756-1825).

## Biografia

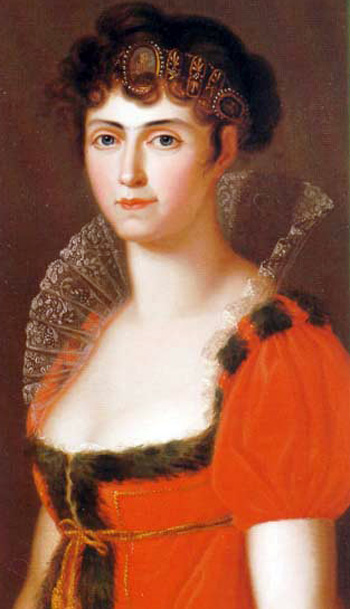
Carolina in giovane età

### Infanzia
Appartenente al ramo degli Zähringen, era figlia di Carlo Luigi, principe ereditario di Baden, e di Amalia d'Assia-Darmstadt. Aveva una sorella gemella, Amalia Cristiana (1776-1823), e numerosi altri fratelli e sorelle, tra cui:
- Luisa, imperatrice consorte di Alessandro I di Russia;
- Federica, regina consorte di Gustavo IV Adolfo di Svezia;
- Carlo, granduca di Baden dal 1811.

### Matrimonio
Carolina era stata considerata come possibile sposa di Luigi Antonio di Borbone-Condé, duca d'Enghien, ma il timore di attirare l'opposizione della Francia fece esitare la sua famiglia.

Il 30 marzo del 1797, a Karlsruhe, Carolina diventò la seconda moglie di Massimiliano, duca palatino, che, due anni dopo, diventò Principe elettore di Baviera.

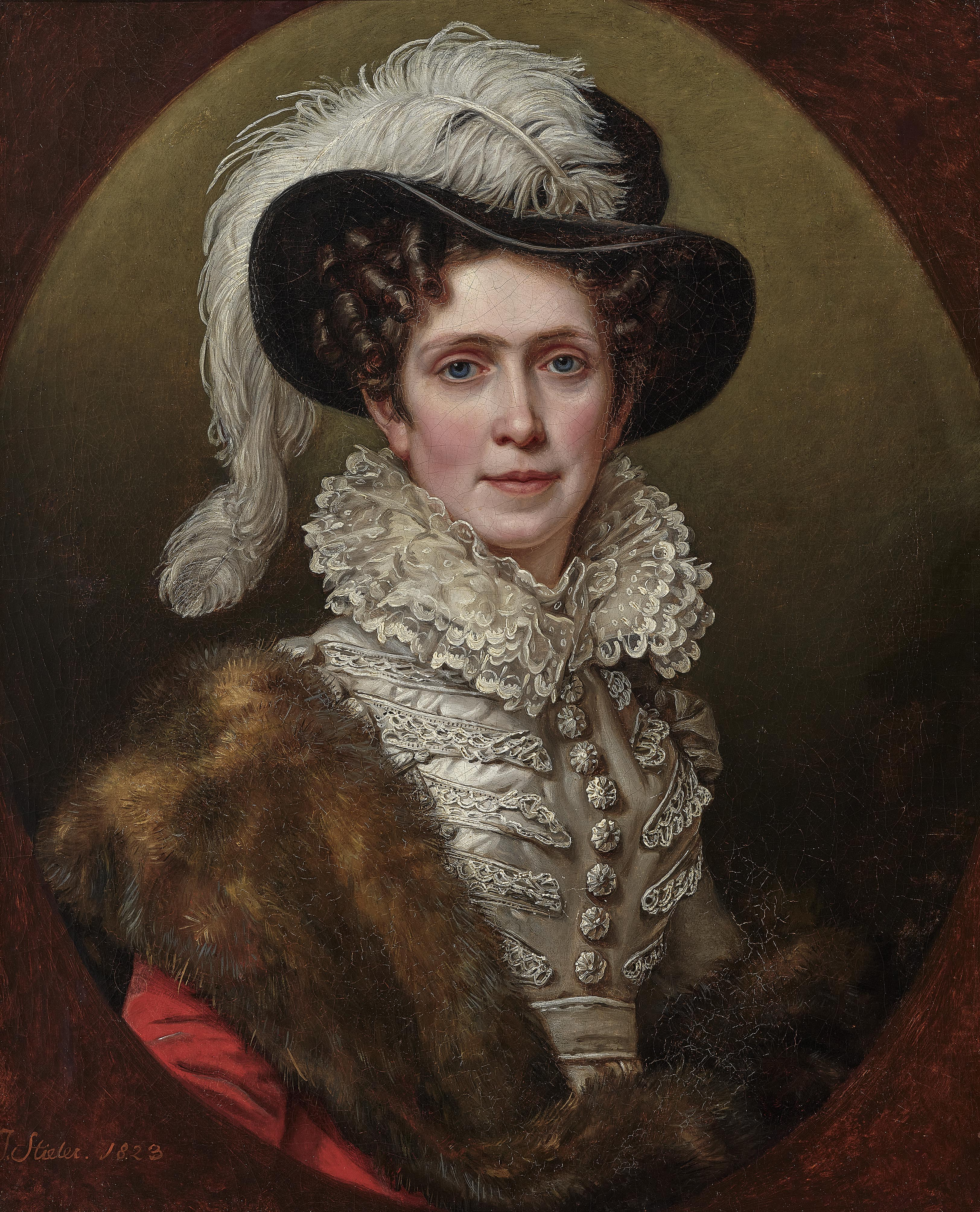
Ritratto di Carolina di Baden del1823.

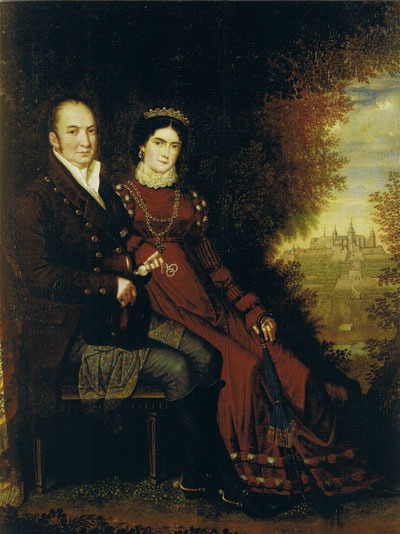
Massimiliano I di Baviera e Carolina

Nel contratto di matrimonio era stato stabilito che Carolina non dovesse abiurare al protestantesimo. Carolina poté così avere al suo servizio un consigliere spirituale protestante, Ludwig Friedrich Schmidt, installato in un oratorio di preghiera evangelico. Costui fu il primo pastore protestante di Monaco e di conseguenza la comunità protestante iniziò a ruotare intorno alla regina.

### Morte e controversie successive
Carolina morì il 13 novembre 1841 a Monaco e fu sepolta a fianco del marito nella chiesa di San Gaetano.
Il suo funerale, tuttavia, fu considerato così indecoroso da suscitare, all'epoca, numerose proteste. Per ordine dell'arcivescovo di Monaco Lothar Anselm von Gebsattel, tutto il clero cattolico che partecipò alla cerimonia si dovette presentare senza paramenti sacerdotali. Ai pastori protestanti fu permesso di accompagnare la bara solo fino alla porta della chiesa, dove Ludwig Friedrich Schmidt celebrò le esequie funebri. Dopo di che il corteo funebre si sciolse e la bara fu portata nel sepolcro in completo silenzio.

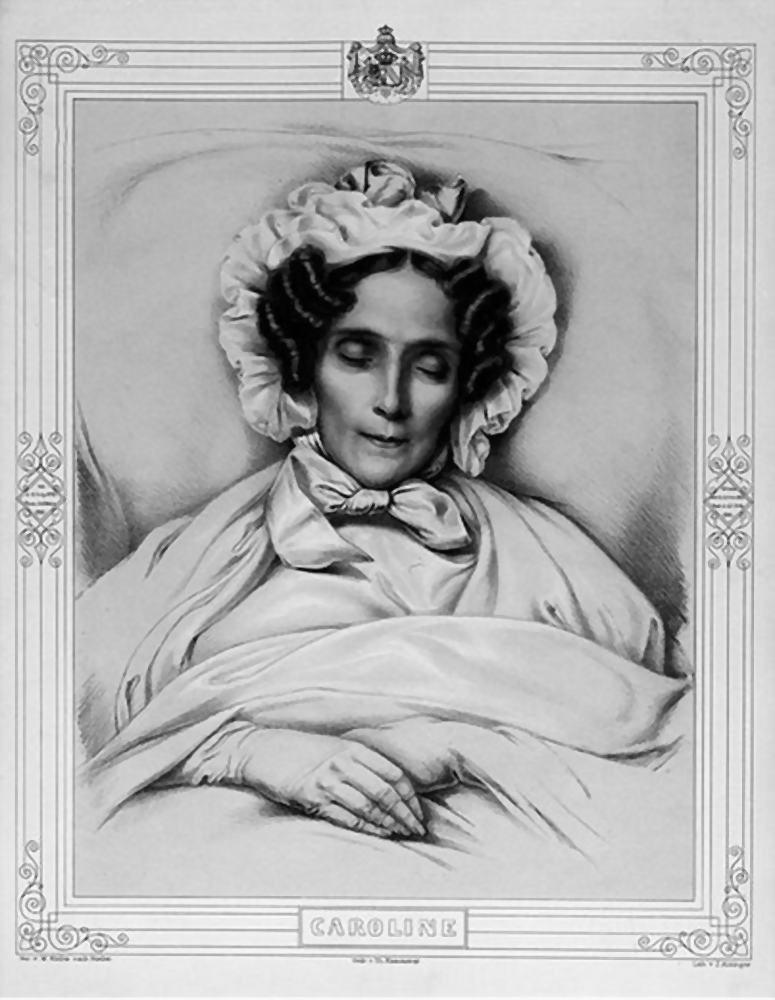
Carolina di Baden ritratta sul letto di morte 1841.

Anche il figliastro di Carolina Ludovico I, che era originariamente avverso al protestantesimo, nonostante avesse sposato la protestante Teresa di Sassonia-Hildburghausen, prese le distanze da questa forma di sepoltura, volta ad ingiuriare la sua amata matrigna. Anzi, proprio questa vicenda contribuì in seguito ad ammorbidire le sue posizioni nei confronti della chiesa protestante bavarese.

## Discendenza
Dal suo matrimonio con Massimiliano I di Baviera nacquero otto figli:
- un figlio nato morto nel 1799;
- Massimiliano, nato nel 1800 e morto nel 1803;
- le gemelle:
  - Elisabetta Ludovica, nata nel 1801 e morta nel 1873, sposò nel 1823 Federico Guglielmo IV di Prussia (1795-1861);
  - Amalia Augusta, nata nel 1801 e morta nel 1877, sposò nel 1822 Giovanni di Sassonia (1801-1873);
- le gemelle:
  - Maria Anna, nata nel 1805 e morta nel 1877, sposò nel 1833 Federico Augusto II di Sassonia (1797-1854);
  - Sofia Federica Dorotea Guglielmina, nata nel 1805 e morta nel 1872, sposò nel 1824 l'arciduca Francesco Carlo d'Asburgo-Lorena (1802-1878);
- Ludovica Guglielmina, nata nel 1808 e morta nel 1892, sposò nel 1828 il duca Massimiliano in Baviera (1808-1888) e fu la madre dell'imperatrice Elisabetta d'Austria-Ungheria;
- Massimiliana Giuseppina Carolina, nata nel 1810 e morta nel 1821.Carolina, Massimiliano di Baviera e le loro cinque figlie

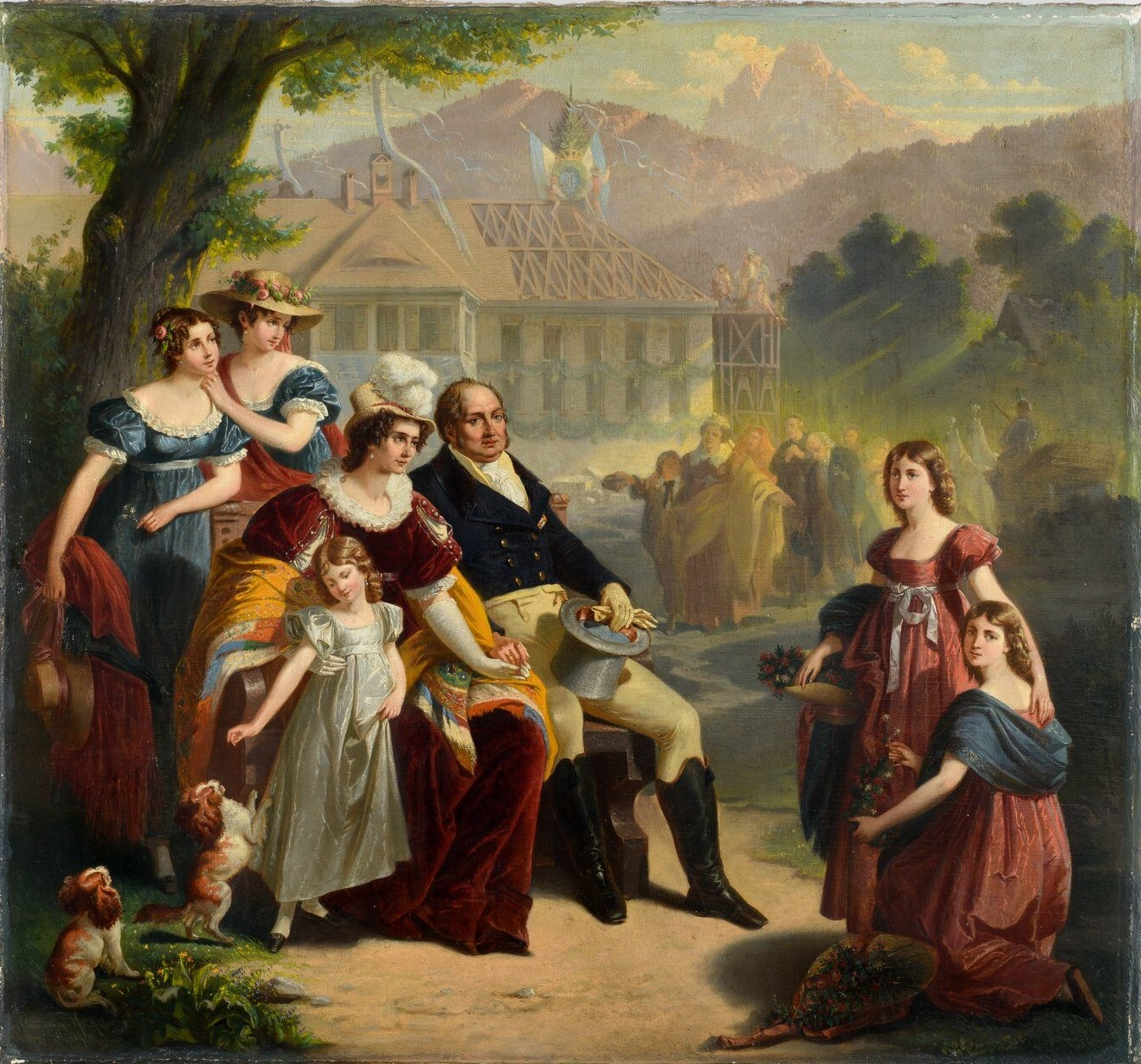
Carolina, Massimiliano di Baviera e le loro cinque figlie

## Ascendenza
|                                            |                                         |                                              | Genitori                                          |  |  | Nonni |  |  | Bisnonni                                       |  |  | Trisnonni                                       |  |
|                                            |                                         |                                              |                                                   |  |  |       |  |  | Federico, Principe Ereditario di Baden-Durlach |  |  | Carlo III Guglielmo, Margravio di Baden-Durlach |  |
|                                            |                                         |                                              |                                                   |  |  |       |  |  | Federico, Principe Ereditario di Baden-Durlach |  |  | Carlo III Guglielmo, Margravio di Baden-Durlach |  |
|                                            |                                         | Maddalena Guglielmina di Württemberg         |                                                   |  |  |       |  |  | Federico, Principe Ereditario di Baden-Durlach |  |  |                                                 |  |
| Carlo Federico, Granduca di Baden          |                                         |                                              |                                                   |  |  |       |  |  | Federico, Principe Ereditario di Baden-Durlach |  |  |                                                 |  |
|                                            |                                         | Principessa Amalia di Nassau-Dietz           | Giovanni Guglielmo Friso, Principe d'Orange       |  |  |       |  |  |                                                |  |  |                                                 |  |
|                                            |                                         | Principessa Amalia di Nassau-Dietz           | Giovanni Guglielmo Friso, Principe d'Orange       |  |  |       |  |  |                                                |  |  |                                                 |  |
|                                            |                                         | Principessa Amalia di Nassau-Dietz           | Langravia Maria Luisa d'Assia-Kassel              |  |  |       |  |  |                                                |  |  |                                                 |  |
| Carlo Luigi, Principe Ereditario di Baden  |                                         | Principessa Amalia di Nassau-Dietz           |                                                   |  |  |       |  |  |                                                |  |  |                                                 |  |
|                                            |                                         | Luigi VIII, Langravio d'Assia-Darmstadt      | Ernesto Luigi, Langravio d'Assia-Darmstadt        |  |  |       |  |  |                                                |  |  |                                                 |  |
|                                            |                                         | Luigi VIII, Langravio d'Assia-Darmstadt      | Ernesto Luigi, Langravio d'Assia-Darmstadt        |  |  |       |  |  |                                                |  |  |                                                 |  |
|                                            |                                         | Luigi VIII, Langravio d'Assia-Darmstadt      | Margravia Dorotea Carlotta di Brandeburgo-Ansbach |  |  |       |  |  |                                                |  |  |                                                 |  |
| Langravia Carolina Luisa d'Assia-Darmstadt |                                         | Luigi VIII, Langravio d'Assia-Darmstadt      |                                                   |  |  |       |  |  |                                                |  |  |                                                 |  |
|                                            |                                         | Contessa Carlotta di Hanau-Lichtenberg       | Giovanni Reinardo III, Conte di Hanau-Lichtenberg |  |  |       |  |  |                                                |  |  |                                                 |  |
|                                            |                                         | Contessa Carlotta di Hanau-Lichtenberg       | Giovanni Reinardo III, Conte di Hanau-Lichtenberg |  |  |       |  |  |                                                |  |  |                                                 |  |
|                                            |                                         | Contessa Carlotta di Hanau-Lichtenberg       | Margravia Dorotea Federica di Brandeburgo-Ansbach |  |  |       |  |  |                                                |  |  |                                                 |  |
| Principessa Carolina di Baden              |                                         | Contessa Carlotta di Hanau-Lichtenberg       |                                                   |  |  |       |  |  |                                                |  |  |                                                 |  |
|                                            | Luigi VIII, Langravio d'Assia-Darmstadt | Ernesto Luigi, Langravio d'Assia-Darmstadt   |                                                   |  |  |       |  |  |                                                |  |  |                                                 |  |
|                                            | Luigi VIII, Langravio d'Assia-Darmstadt | Ernesto Luigi, Langravio d'Assia-Darmstadt   |                                                   |  |  |       |  |  |                                                |  |  |                                                 |  |
|                                            | Luigi VIII, Langravio d'Assia-Darmstadt | Dorotea Carlotta di Brandeburgo-Ansbach      |                                                   |  |  |       |  |  |                                                |  |  |                                                 |  |
| Luigi IX, Langravio d'Assia-Darmstadt      | Luigi VIII, Langravio d'Assia-Darmstadt |                                              |                                                   |  |  |       |  |  |                                                |  |  |                                                 |  |
|                                            |                                         | Contessa Carlotta di Hanau-Lichtenberg       | Giovanni Reinardo III, Conte di Hanau-Lichtenberg |  |  |       |  |  |                                                |  |  |                                                 |  |
|                                            |                                         | Contessa Carlotta di Hanau-Lichtenberg       | Giovanni Reinardo III, Conte di Hanau-Lichtenberg |  |  |       |  |  |                                                |  |  |                                                 |  |
|                                            |                                         | Contessa Carlotta di Hanau-Lichtenberg       | Dorotea Federica di Brandeburgo-Ansbach           |  |  |       |  |  |                                                |  |  |                                                 |  |
| Principessa Amalia d'Assia-Darmstadt       |                                         | Contessa Carlotta di Hanau-Lichtenberg       |                                                   |  |  |       |  |  |                                                |  |  |                                                 |  |
|                                            |                                         | Cristiano III, Conte Palatino di Zweibrücken | Cristiano II, Conte Palatino di Zweibrücken       |  |  |       |  |  |                                                |  |  |                                                 |  |
|                                            |                                         | Cristiano III, Conte Palatino di Zweibrücken | Cristiano II, Conte Palatino di Zweibrücken       |  |  |       |  |  |                                                |  |  |                                                 |  |
|                                            |                                         | Cristiano III, Conte Palatino di Zweibrücken | Contessa Caterina Agata di Rappoltstein           |  |  |       |  |  |                                                |  |  |                                                 |  |
| Contessa Palatina Carolina di Zweibrücken  |                                         | Cristiano III, Conte Palatino di Zweibrücken |                                                   |  |  |       |  |  |                                                |  |  |                                                 |  |
|                                            |                                         | Carolina di Nassau-Saarbrücken               | Luigi Crato, Conte di Nassau-Saarbrücken          |  |  |       |  |  |                                                |  |  |                                                 |  |
|                                            |                                         | Carolina di Nassau-Saarbrücken               | Luigi Crato, Conte di Nassau-Saarbrücken          |  |  |       |  |  |                                                |  |  |                                                 |  |
|                                            |                                         | Carolina di Nassau-Saarbrücken               | Filippina Enrichetta di Hohenlohe-Langenburg      |  |  |       |  |  |                                                |  |  |                                                 |  |
|                                            |                                         | Carolina di Nassau-Saarbrücken               |                                                   |  |  |       |  |  |                                                |  |  |                                                 |  |